# Vendline
Die Vendline (in Frankreich als Vendeline bezeichnet) ist ein kleiner Fluss, der im Grenzgebiet zwischen der Schweiz und Frankreich verläuft. Er entspringt im Gemeindegebiet von Vendlincourt, im Schweizer Kanton Jura, entwässert zunächst in nördlicher Richtung, erreicht zwischen Beurnevésin und Réchésy französisches Staatsgebiet, schwenkt dann nach Nordwest und mündet nach insgesamt rund 13 Kilometern im Gemeindegebiet von Florimont, im französischen Département Territoire de Belfort als rechter Nebenfluss in die Coeuvatte.

## Verlauf
Benannt ist der Fluss nach seinem Ursprungsort, der Gemeinde Vendlincourt in der Ajoie. Das Quellgebiet der Vendline befindet sich in der gewellten Landschaft des Tafeljuras nordöstlich der Stadt Porrentruy auf ungefähr 440 Meter über dem Meeresspiegel am Nordfuß des Höhenzuges Bois Juré. Zunächst fließt die Vendline durch eine breite Talmulde nach Norden und passiert dabei die Gemeinden Bonfol und Beurnevésin. Sie wird im Osten von einer waldigen Anhöhe (bis 480 m) begleitet, welche die Hauptwasserscheide zwischen den Einzugsgebieten von Rhône und Rhein bildet. Unterhalb von Beurnevésin durchquert die Vendline in einem bis zu 100 m tiefen Tal die Waldhöhen des Mont (im Westen) und der Côtes (im Osten). Nach ungefähr sieben Kilometer Fließstrecke überquert sie die Grenze von der Schweiz nach Frankreich.
Bei Réchésy tritt die Vendline in die flache Landschaft der Burgundischen Pforte zwischen Vogesen und Jura hinaus. Sie wendet sich hier zunächst in nordwestliche und später in westliche Richtung. Durch eine wiederum weite Talmulde fließt sie entlang den nördlichsten Ausläufern des Tafeljuras und weist hier bis zu ihrer Mündung ein Gefälle von weniger als 1 % auf. 

## Orte am Fluss
- Vendlincourt
- Bonfol
- Beurnevésin
- Réchésy
- Courtelevant
- Florimont

## Hydrologie
Die Vendline besitzt ein pluviales Abflussregime mit stark schwankendem Wasserstand. Hochwasser treten hauptsächlich in den Wintermonaten und im Frühling bei starken Niederschlägen in Kombination mit Schneeschmelze auf. Sommerliche Trockenperioden sind für sehr niedrige Wasserstände verantwortlich. Die Wasserkraft der Vendline wurde früher für den Betrieb von verschiedenen Mühlen genutzt.